# Волжанчик
Волжанчик — река в России, протекает по Саратовской области. Устье реки находится в 11 км по правому берегу реки Студеновка. Длина реки составляет 21 км. Площадь водосборного бассейна — 120 км².

## Данные водного реестра
По данным государственного водного реестра России относится к Донскому бассейновому округу, водохозяйственный участок реки — Хопёр от истока до впадения реки Ворона, речной подбассейн реки — Хопер. Речной бассейн реки — Дон (российская часть бассейна).
Код объекта в государственном водном реестре — 05010200112107000006046.